# 布城
布城（馬來語發音：[putraˈdʒaja, putrəˈdʒajə]；音譯布特拉再也，全称「布城联邦直辖区」）是马来西亚的行政首都，也是联邦政府行政和司法机构的所在地。布城是一座计划城市，因吉隆坡的土地有限且面对过度拥挤的问题，联邦政府于20世纪90年代开始规划、设计和建设这个新市镇，以取代吉隆坡成为新的联邦政府所在地。布城于2001年2月1日从原州属雪兰莪州割让予联邦政府，成为继吉隆坡和纳闽之后，马来西亚第三个联邦直辖区，由联邦政府直接管辖。
马来西亚联邦政府行政和司法机构分别已于1999年和2003年从吉隆坡搬迁至布城。即便如此，吉隆坡仍然是宪法法定的联邦首都，是国家皇宫和国会大厦的所在地，也是马来西亚的最大城市、商业和金融中心。
布城位于马来西亚半岛西南部，居於吉隆坡市与吉隆坡国际机场之间，相距两地各约40公里，是雪兰莪州雪邦县的内飞地。布城也是涵盖巴生谷的多媒体超级走廊经济特区组成部分。布城是马来西亚第四任首相马哈迪·莫哈末的理念，整个建设耗资81亿美元。布城面积广阔，山林起伏，宏伟壮观，其中70%是綠地，红花绿叶相映，环境清幽宜人。经过多年的建设和发展，布城现已是颇具规模的一座现代化新兴城市，当地许多主要地标也成为马来西亚著名的旅游景点。

## 命名
布城原名「巴冷勿刹」（Prang Besar）。布城刚建立时，当地中文媒体曾译之为「布特拉再也」、「博特拉再也」、「太子城」等。2004年經馬來西亞華語規範理事會商議，始將中文译名规范统一為“布城”。布城是以马来西亚建国首相东姑阿都拉曼名字命名，在梵语中意為男子、儿子或王子，马来语多指王子，而意為「成功」或「勝利」。

## 历史及设计

布城行政区划

布城所建立的地区在以前称为阿依淡（意为“黑水”），1918年时由英国将其赠于第一次世界大战中有功勋的英联邦退役军人，并称巴冷勿刹（意为“巨大的战争”）。其陆地面积从原本的 800英畝（3.2平方）扩张至8,000英畝（32平方），并吸纳了附近的园丘如拉惹阿朗园丘、加略威园丘和武吉巴冷。
1980年代末期，时任马来西亚首相马哈迪·莫哈末提出建立一个新的中央政府行政中心以取代吉隆坡成为行政首都的地位的愿景。这个新的城市将在吉隆坡国际机场（KLIA）和吉隆坡之间兴建，并提出了两个区域：布朗勿刹和位于彭亨州云顶高原山脚的贞德拜。
也因此，中央政府与雪兰莪政府就割让土地以建立另一个新的联邦直辖区的进行谈判。1990年中期，中央政府支付了一大笔金额以从雪兰莪州买下占地 11,320英畝（45.8平方）的巴冷勿刹。购地的结果是现今雪兰莪内有两个联邦直辖区－－吉隆坡和布城。
布城作为一个花园及智慧城市，其超过38%的土地皆被规划为绿肺。除了行政建筑、清真寺、人造沙滩、纪念碑、湖泊、购物广场等，它还拥有8个休闲公园，是座不折不扣的城市绿肺。该计划将纳入开放空间和宽阔的林荫大道组成的城市网络。工程于1995年8月开始，这是马来西亚和东南亚最大的发展项目之一，估计最终成本高达81亿美元。整个项目的设计和建设皆有本地公司承保，只有10％的材料从外国进口。
1997至1998年的亞洲金融危機减缓了布城的发展。300位首相办公室工作人员于1999年迁入，其余政府公务员也于2005年迁入布城。2001年2月1日，首相马哈迪·莫哈末在仪式上正式宣布布城成为马来西亚第三个联邦直辖区，而雪兰莪州也将该区主权交由中央政府。
2002年，衔接吉隆坡－布城－吉隆坡国际机场的吉隆坡机场支线正式启用。但是，原本将作为布城城市轨道交通系统的布城单轨却因建造成本太高及人口不足而于2004年搁置至今。其中一个已建好的跨湖单轨桥也随之废置。
2013年4月，布城政府与韩国世宗特别自治市政府签署了一份意向书（LOI）以纪念两城之间的合作关系。

## 政府与基建
截至2012年，几乎所有马来西亚政府部门都将总部设于此。然而，国防部、工程部及投资、贸易及工业部等部门仍将总部驻于作为法定和金融首都的吉隆坡。 布城阿拉曼大商场位于政府部门云集的第一区附近，是当地主要的休闲娱乐场所。

## 人口
截止2007年，布城人口估计共有超过30,000人，其中主要是公务员。公务员被鼓励搬迁至布城工作，并给予各种政府补贴和贷款福利。2015年布城共有88,300人。

### 宗教信仰
| 布城2010年各宗教信仰百分比 | 布城2010年各宗教信仰百分比 | 布城2010年各宗教信仰百分比 | 布城2010年各宗教信仰百分比 | 布城2010年各宗教信仰百分比 |
| -------------------------- | -------------------------- | -------------------------- | -------------------------- | -------------------------- |
| 宗教信仰                   | 宗教信仰                   |                            | 百分比                     | 百分比                     |
| 伊斯兰教                   | 伊斯兰教                   |                            | 97.4%                      | 97.4%                      |
| 基督教                     | 基督教                     |                            | 0.9%                       | 0.9%                       |
| 佛教                       | 佛教                       |                            | 0.4%                       | 0.4%                       |
| 兴都教                     | 兴都教                     |                            | 1.0%                       | 1.0%                       |
| 未知                       | 未知                       |                            | 0.2%                       | 0.2%                       |
| 其他宗教                   | 其他宗教                   |                            | 0.1%                       | 0.1%                       |

截至2010年，布城居民中有97.4%是穆斯林、0.9%是基督教徒、0.4%是佛教徒、1.0%是印度教徒、0.2%未知和0.1%是其他宗教 。

## 建筑

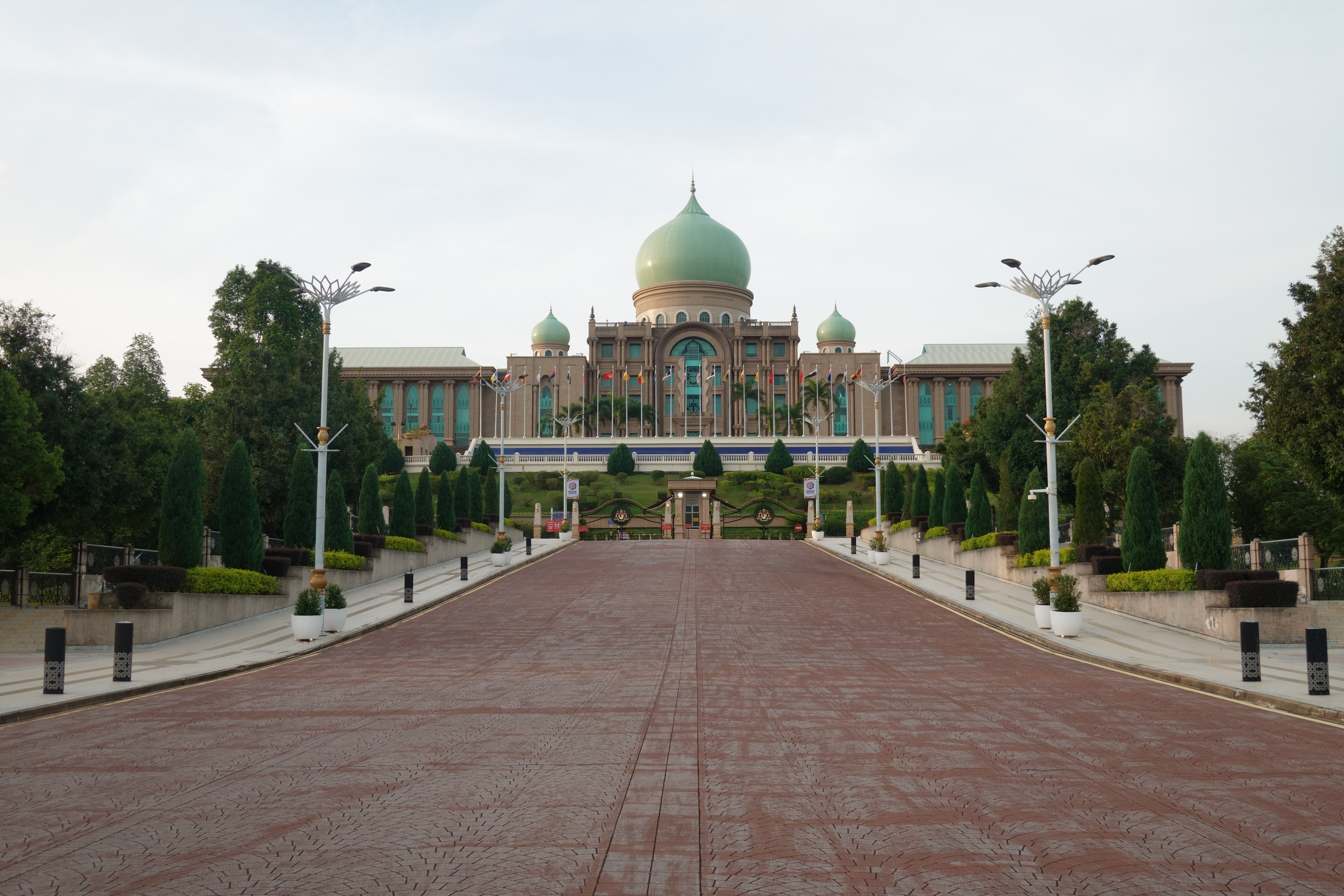
布城首相署

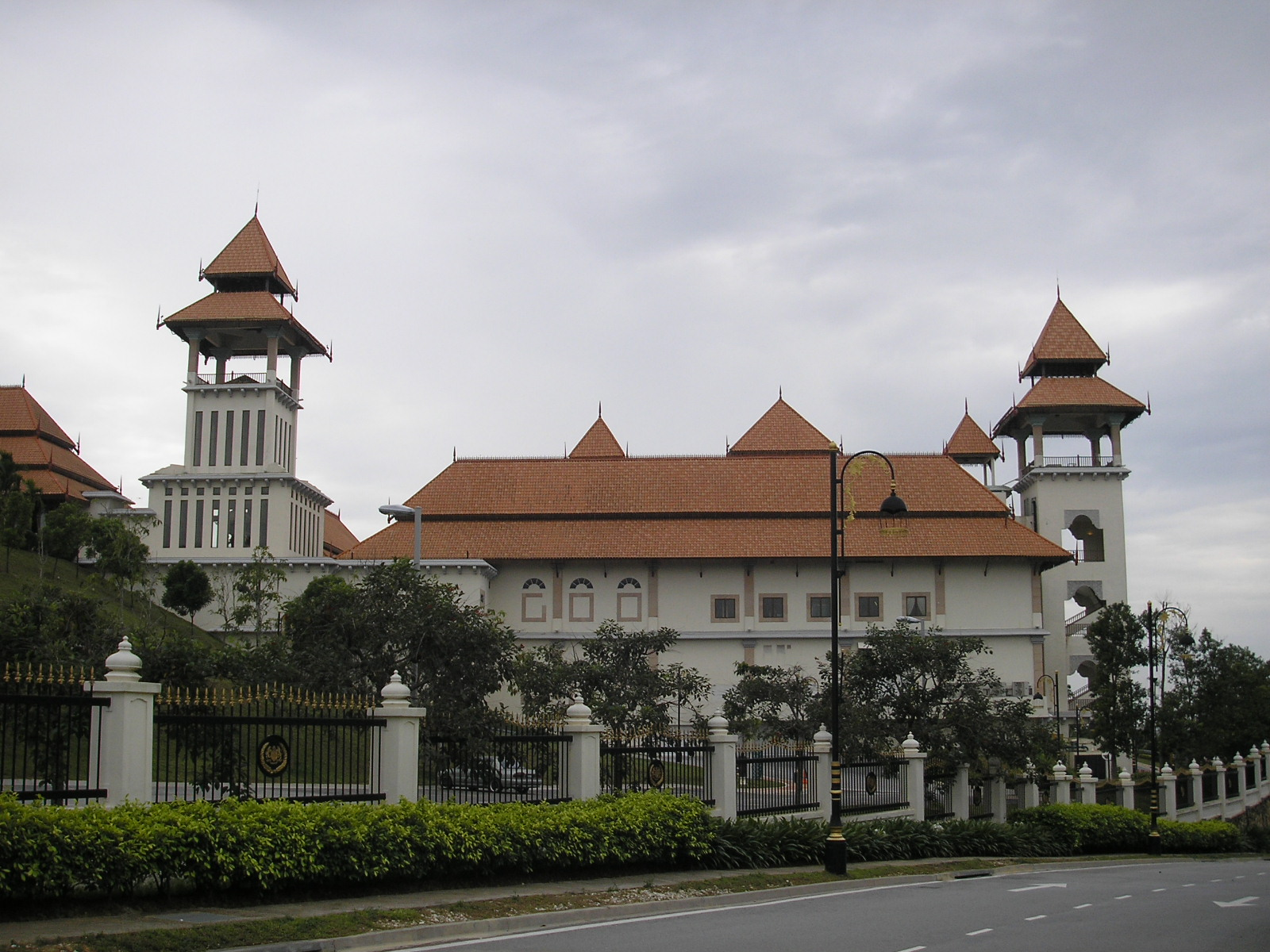
美拉華帝皇宮

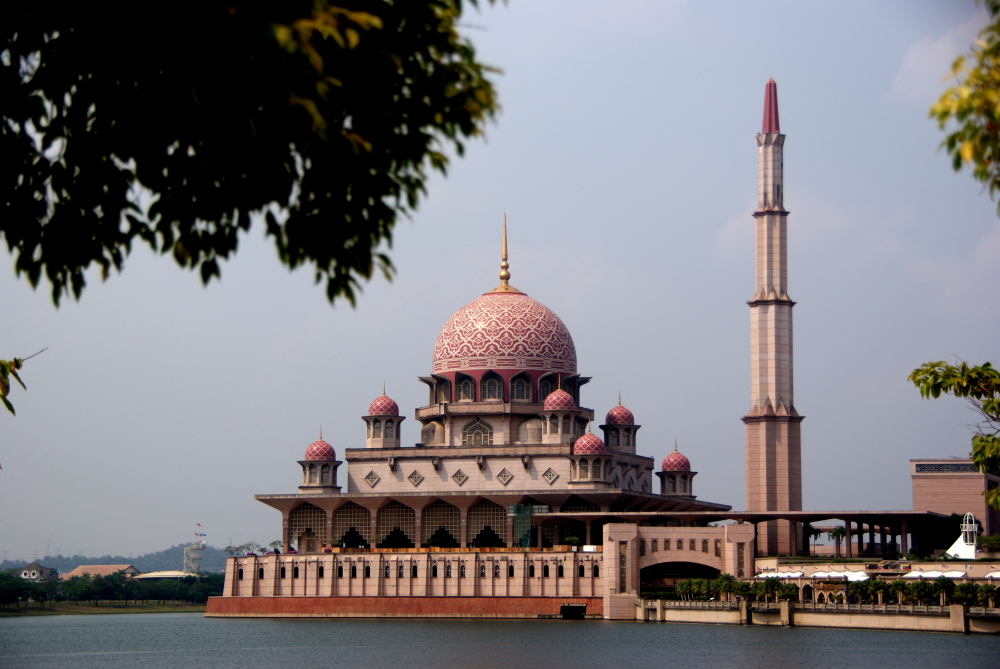
布特拉清真寺

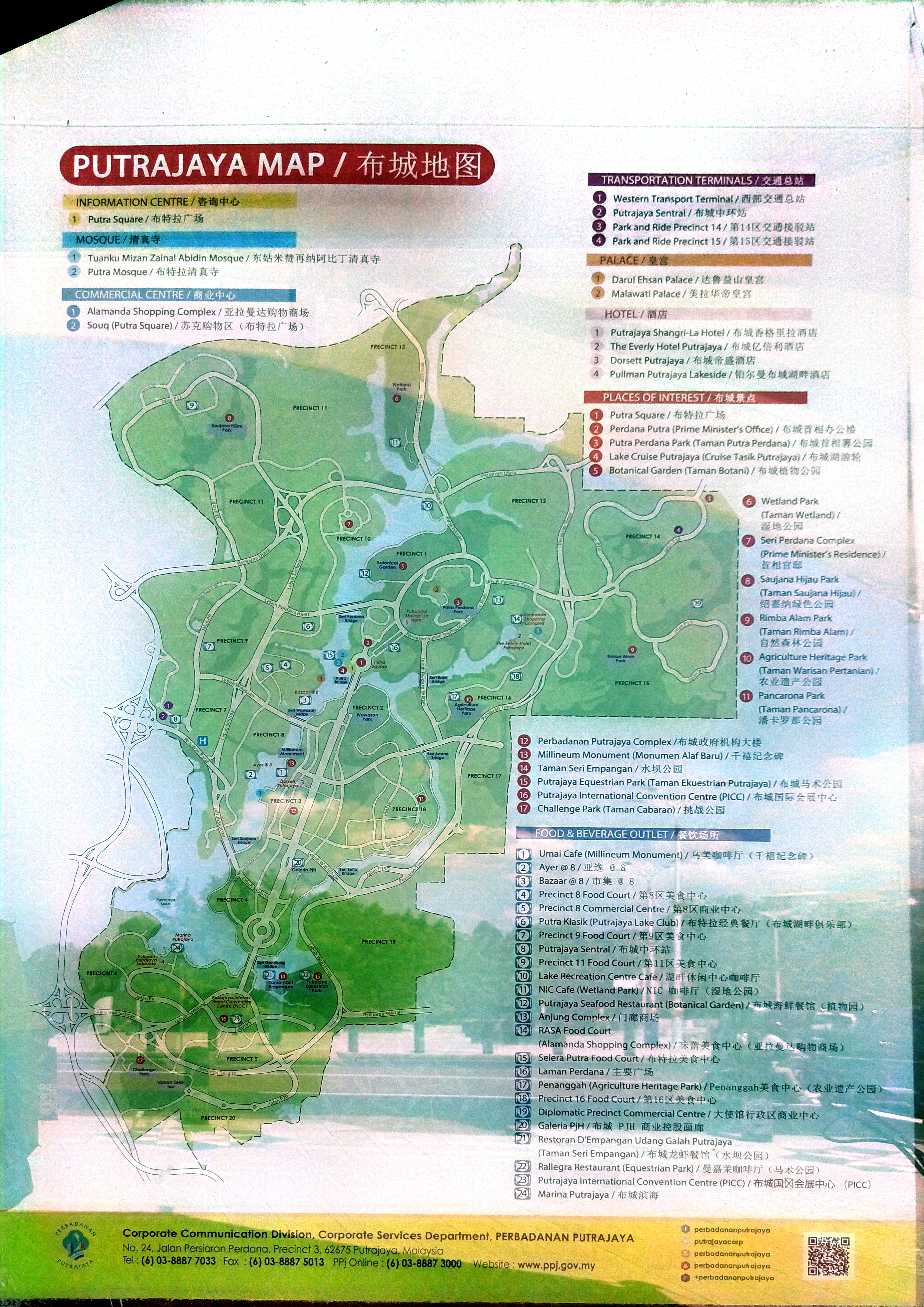
布城旅游地图

- 布城首相署－首相的办公室
- 斯里柏兰岭（英语：Seri Perdana）－首相官方居所
- Sri Satria－副首相官方居所
- 布城司法宫
- 财政部总部（英语：Ministry of Finance Complex, Putrajaya）
- 布特拉大厦－外交部总部
- 美拉華帝皇宮（英语：Melawati National Palace）
- 达鲁益山皇宫（英语：Istana Darul Ehsan）
- 布城国际会展中心
- 首要领导基金会办事处
- 遗产广场（Heritage Square）
- 布特拉饮食广场
- 苏克购物区（Souq Putra Square）
- 亚逸@8（Ayer @ 8）
- 布特拉清真寺
- 端姑米占再納阿比丁清真寺

纪念碑
- 布城地标塔（英语：Putrajaya Landmark）
- 布城千禧纪念碑（英语：Millennium Monument (Malaysia)）
- 国家英雄广场（英语：National Heroes Square (Malaysia)）

## 开放空间
由于布城从一开始即被规划为一座花园城市及智慧型城市，因此其辖区的38%也被规划为开放空间。
- 布城湖（英语：Putrajaya Lake）
- 布特拉广场（英语：Putra Square）
- 布城湿地公园（英语：Putrajaya Wetlands Park）
- 南方花园（英语：Taman Selatan）
- 布城植物公园，马来西亚最大的植物园，总面积达92公顷。[19]
- 绍嘉纳绿色公园（Taman Saujana Hijau）
- 自然森林公园（Taman Rimba Alam）
- 农业遗产公园（Taman Warisan Pertanian）
- 潘卡罗那公园（Taman Pancarona）
- 水坝公园（Taman Seri Empangan）
- 布城马术公园（Taman Ekuestrian Putrajaya）
- 挑战公园（Taman Cabaran）

## 交通
布城拥有全世界最大的圓環，位于苏丹沙拉胡丁阿都阿兹沙大道，其周长为3.5公里。

### 道路

#### 主要大道
布城西边有布城—赛城快速公路，即联邦29号公路，东边有联邦30号公路。衔接英达岛和加影的南巴生谷大道也经过布城北端。南北大道第二中环衔接大道607号出口也可进入布城和临近的赛城。联邦29号公路也与白蒲大道在西北角交汇，可通往蒲種、梳邦再也、格拉納再也 、甲洞等城镇。
以下为布城主要的道路
- 布城联邦大道（英语：Persiaran Persekutuan, Putrajaya）
- 苏丹沙拉胡丁阿都阿兹沙大道（英语：Persiaran Sultan Salahuddin Abdul Aziz Shah, Putrajaya）
- 布城北部大道（英语：Persiaran Utara, Putrajaya）
- 圣淘沙大道（英语：Lebuh Sentosa, Putrajaya）
- 布城线路（英语：Putrajaya Link）
- 布城南部大道（英语：Persiaran Selatan, Putrajaya）
- 布城东部大道（英语：Persiaran Timur, Putrajaya）
- 柏兰岭大道（英语：Persiaran Perdana, Putrajaya）

#### 道路桥

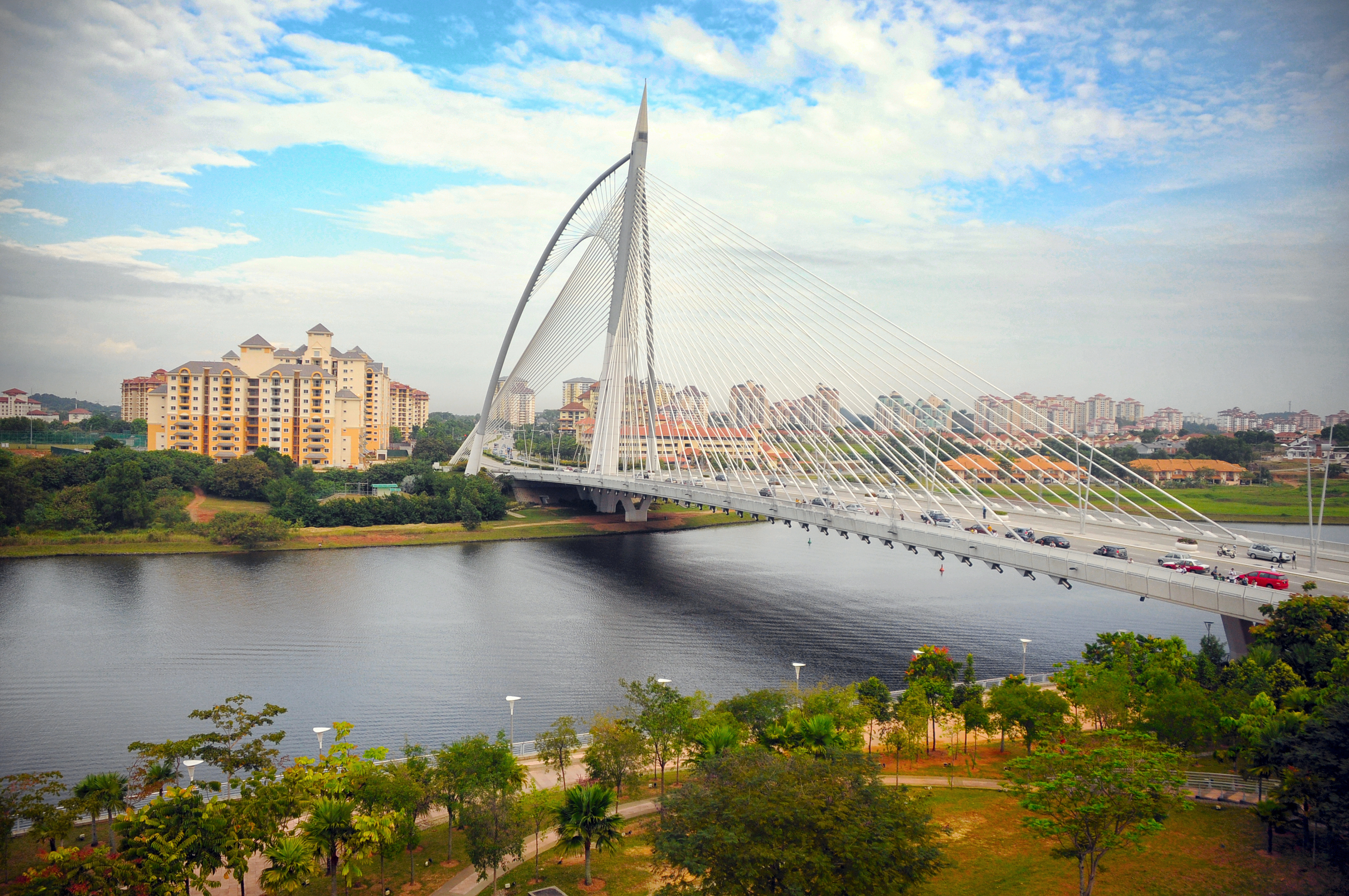
斯里宏愿大桥

- 斯里柏兰岭大桥（英语：Seri Perdana Bridge）
- 布特拉桥
- 斯里宏愿大桥（英语：Seri Wawasan Bridge）
- 斯里巴迪大桥（英语：Seri Bakti Bridge）
- 斯里绍嘉娜大桥（英语：Seri Saujana Bridge）
- 斯里精明大桥（英语：Seri Bestari Bridge）
- 斯里斯迪亚大桥（英语：Seri Setia Bridge）
- 斯里辉煌大桥（英语：Seri Gemilang Bridge）

### 公共交通

#### 铁路
7吉隆坡机场支线可前往吉隆坡中央車站和吉隆坡国际机场等地方。
12 布城线在布城中央车站设有一个捷运车站。
目前政府有意继续兴建于2004年搁置的布城单轨、但可能会转为建设有轨电车。

#### 巴士
布城管理局旗下的布城脉搏服务，目前由快捷通巴士运营。巴士服务涵盖整个布城，目前有7条路线，总站设在第十四区的布城巴士车厂。其他巴士服务商有快捷通巴士、美罗巴士（Metrobus）和Cityliner。

## 政治
布城属于布城国会议席，该议席在马来西亚下议院的代表为来自国盟土團黨的莫哈末拉茲。
和吉隆坡一样，布城因为是联邦直辖区而没有分配任何州议会议席。

## 国际关系

### 姐妹城市
布城目前有两个友好城市：
- 雪蘭莪赛城
- 世宗特別自治市[29]

## 图片集

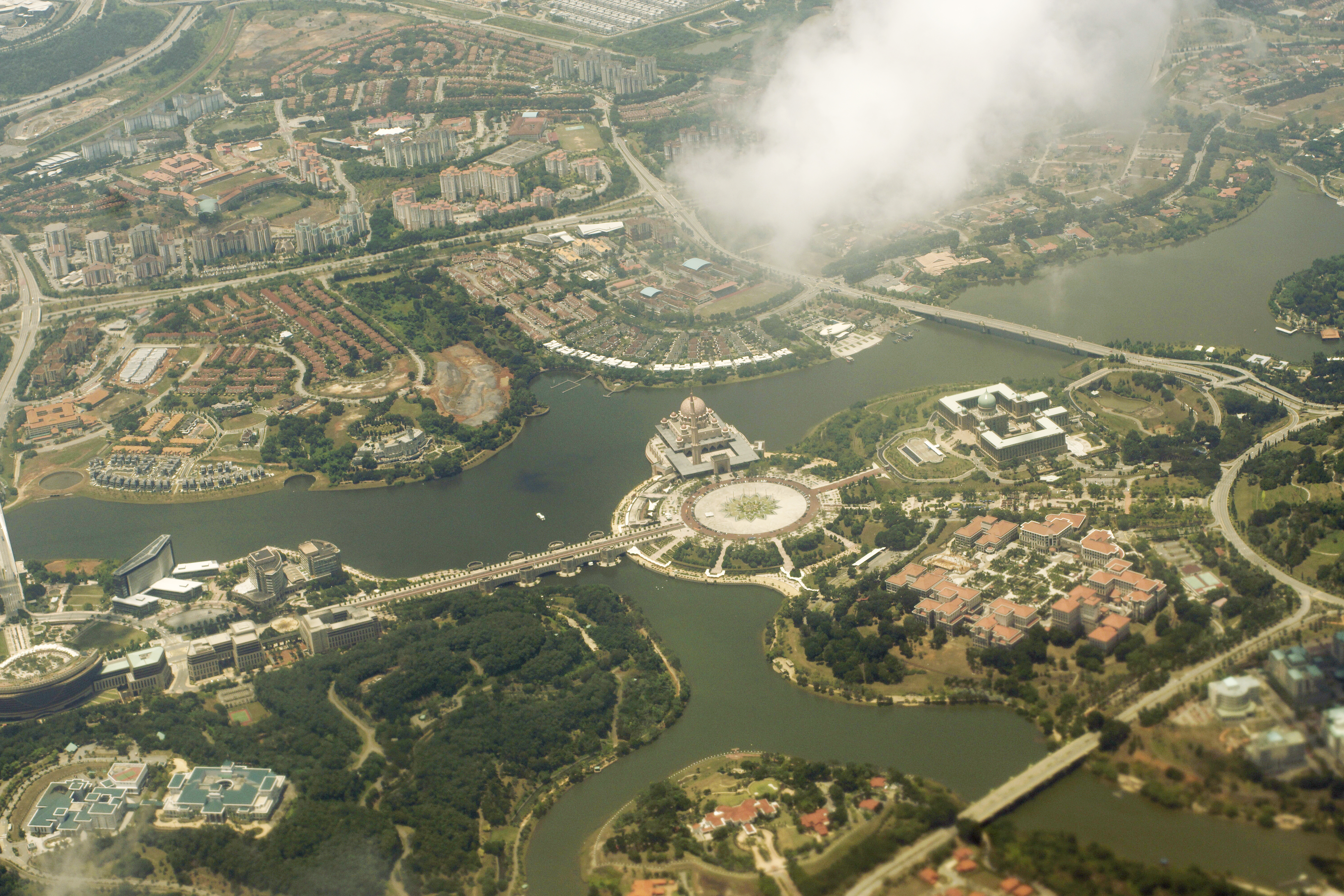
2013年10月卫星视图
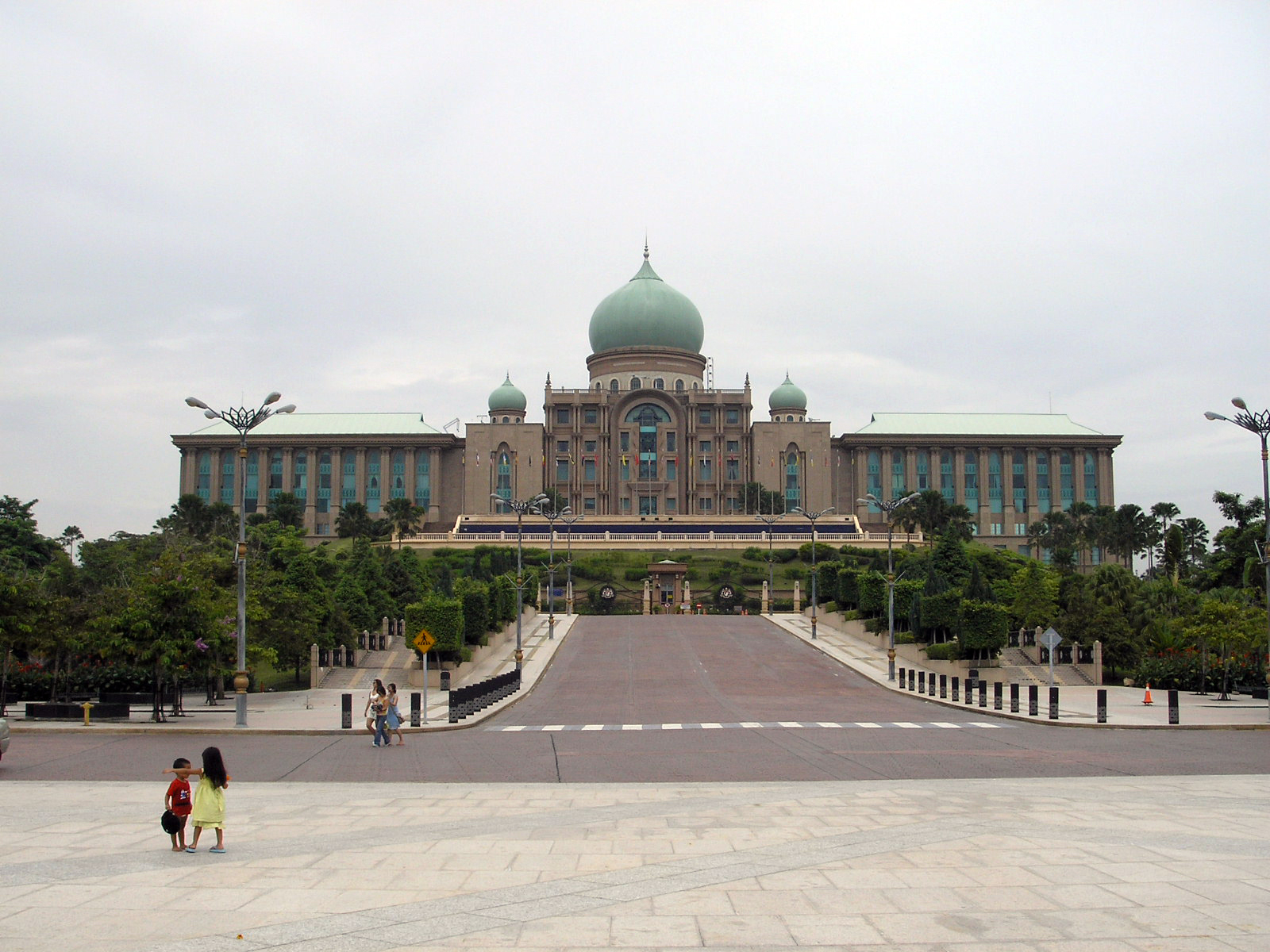
布城首相署
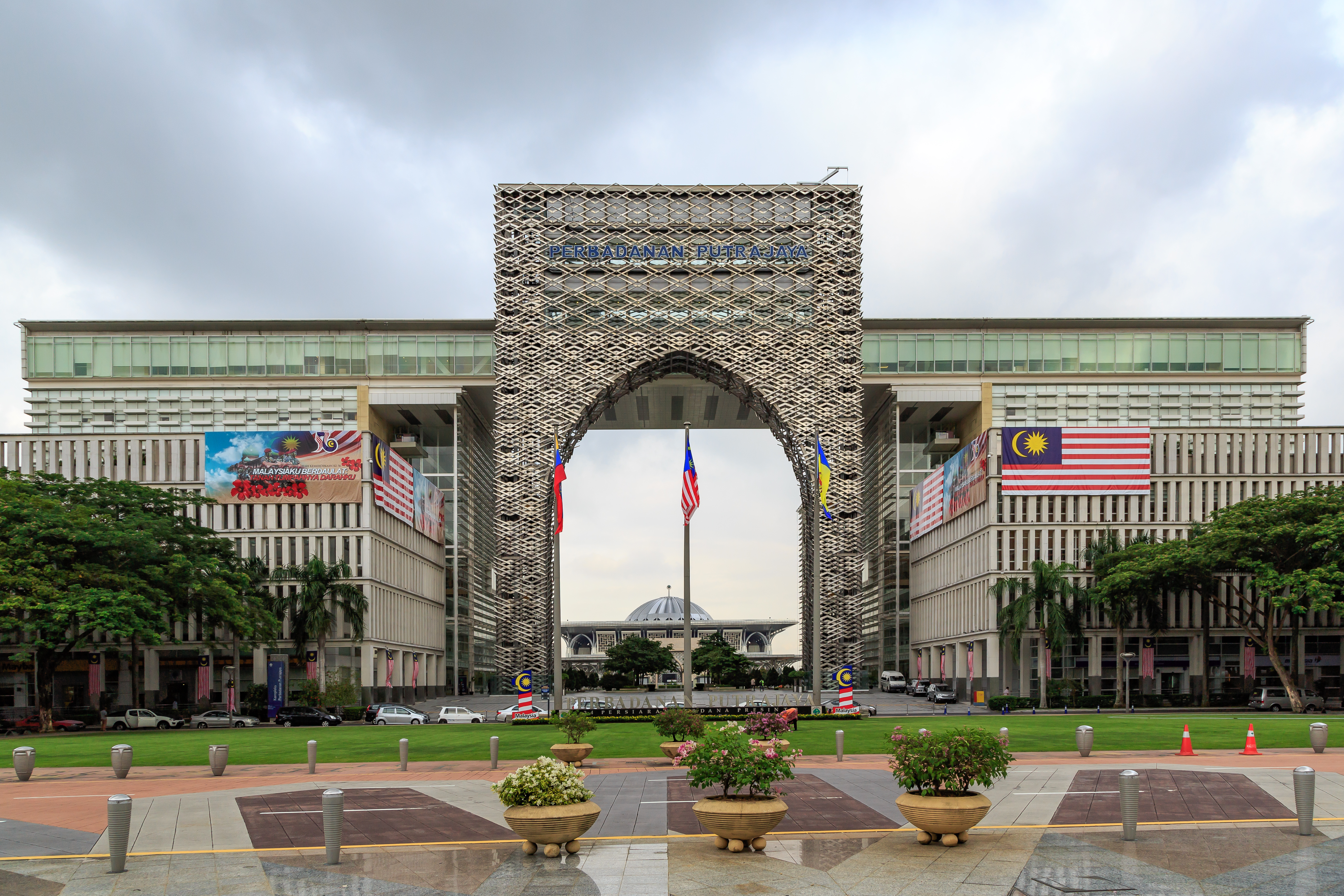
布城管理局大楼
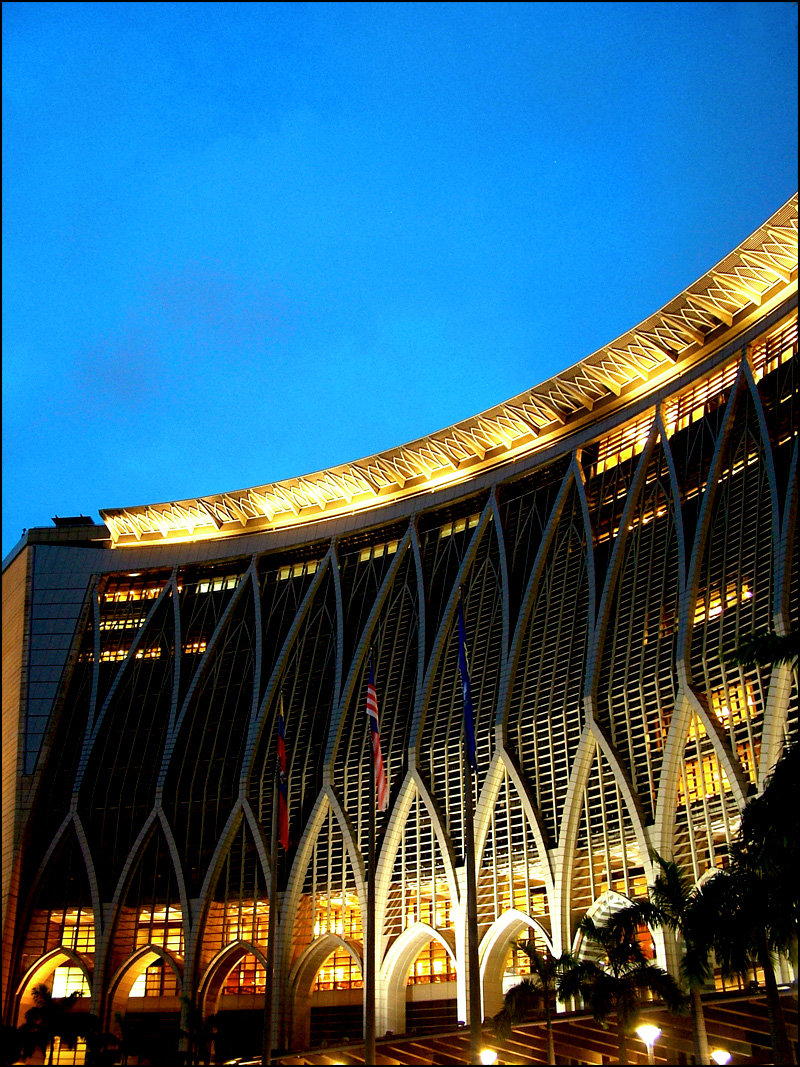
财政部大楼
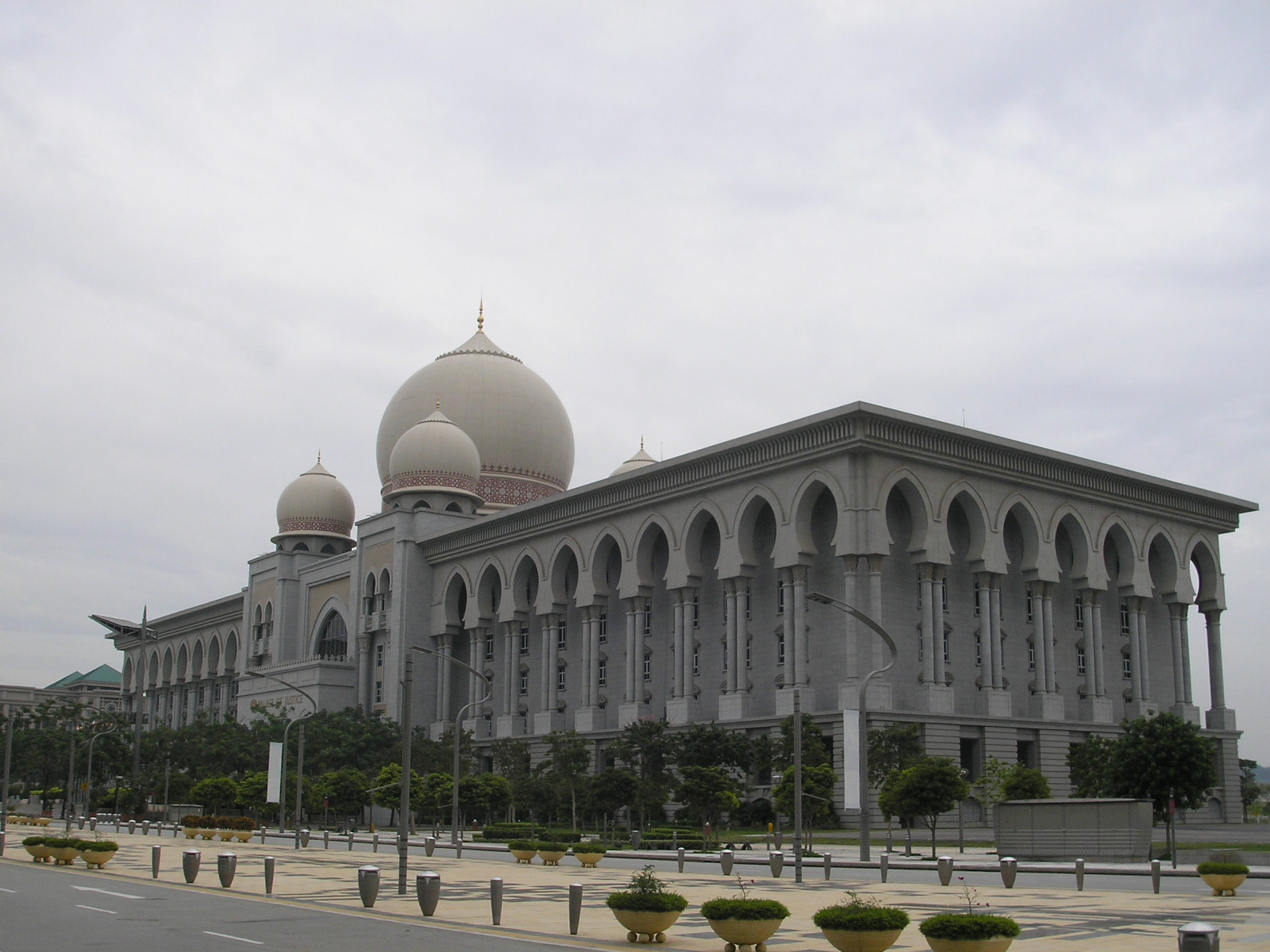
司法宫
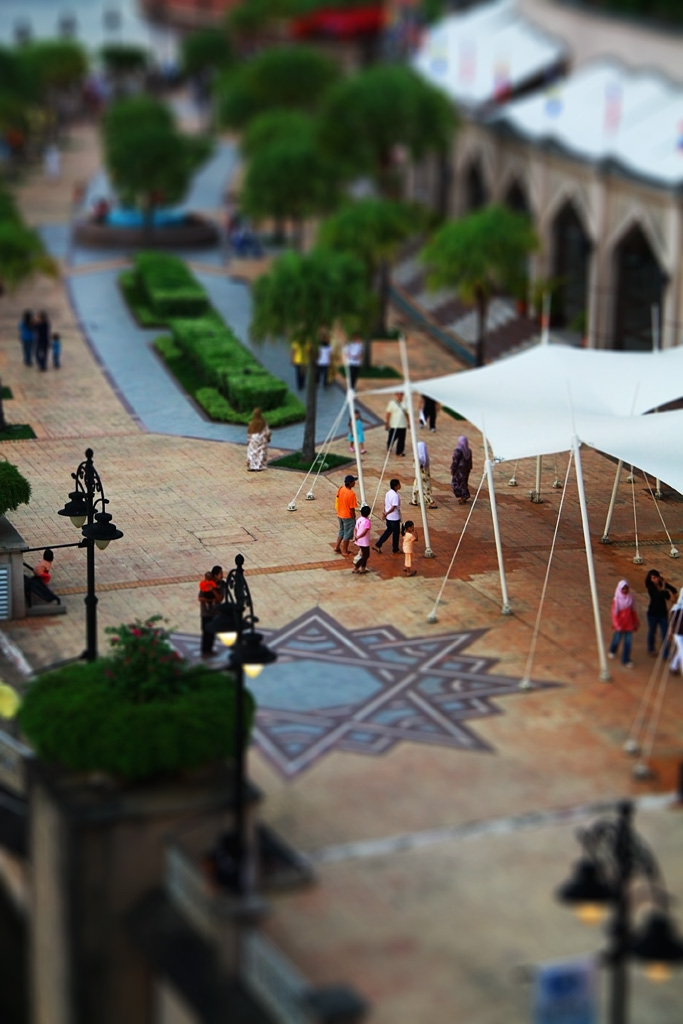
布城走廊
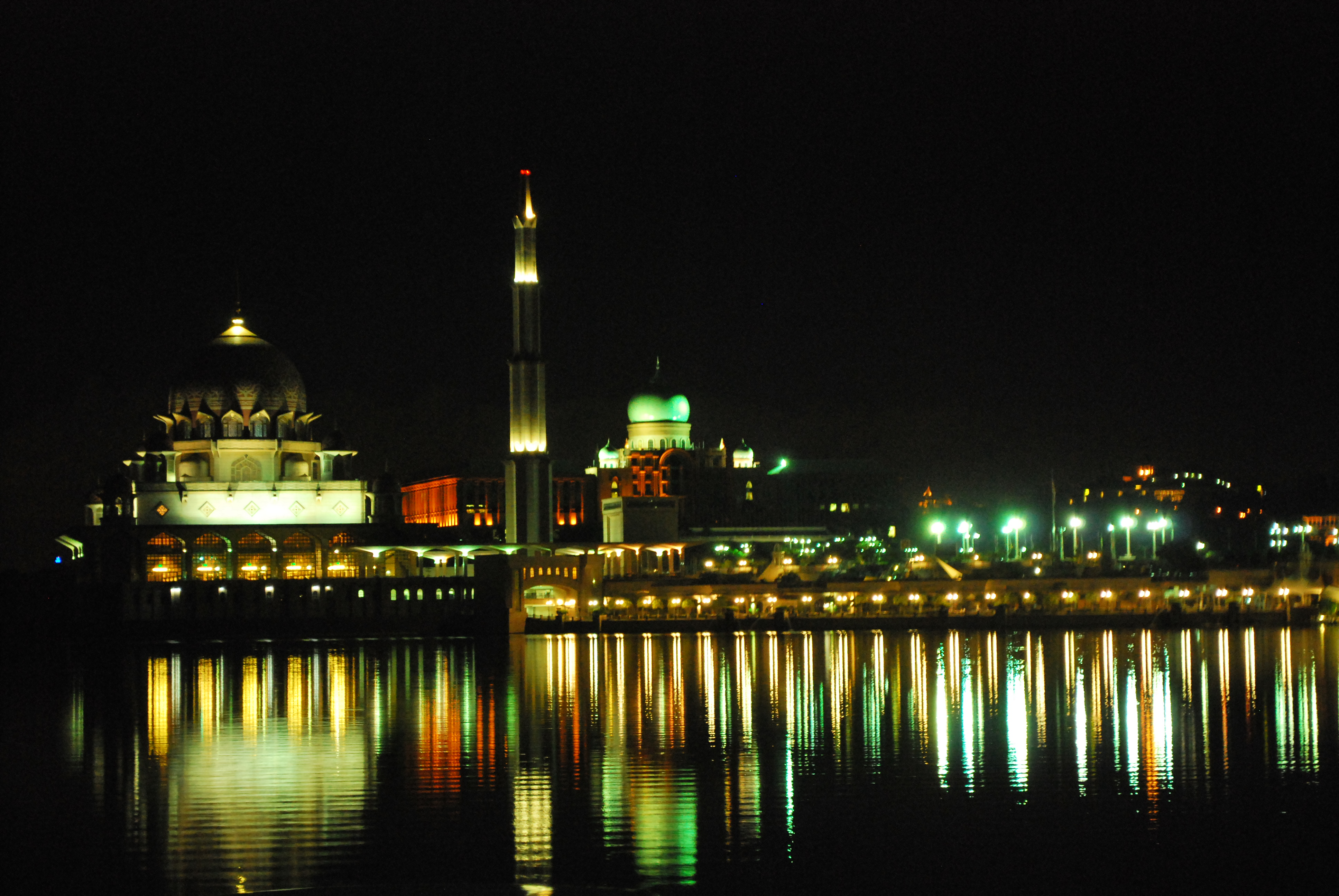
夜晚一景
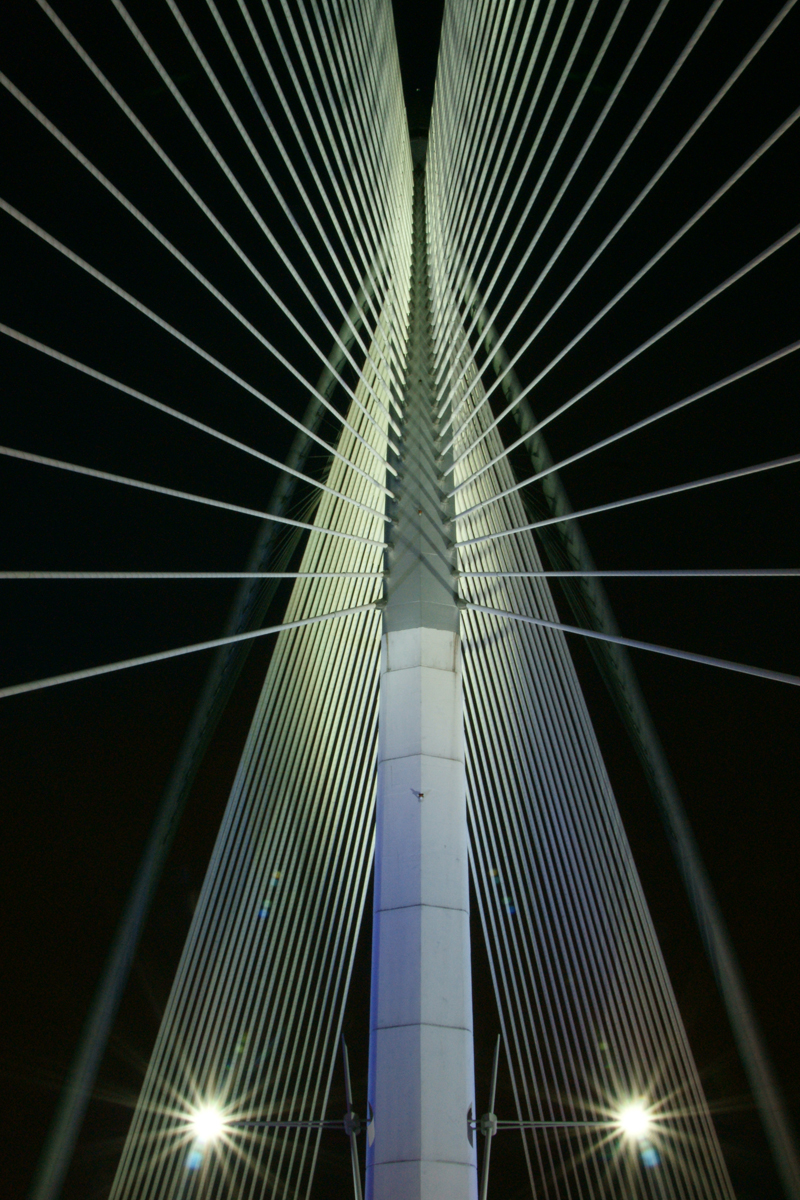
斯里宏愿大桥（英语：Seri Wawasan Bridge）内部景观
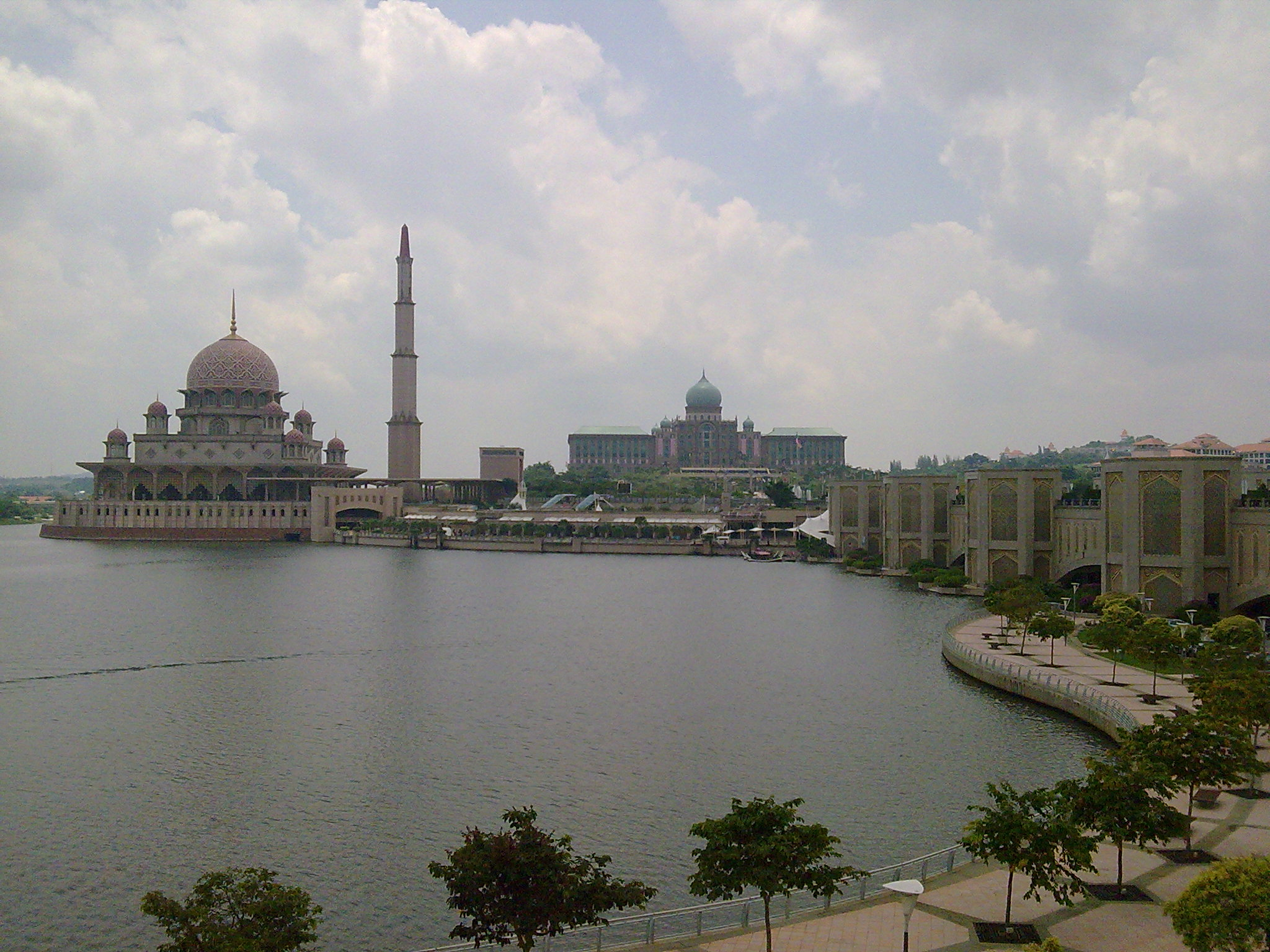
布特拉清真寺
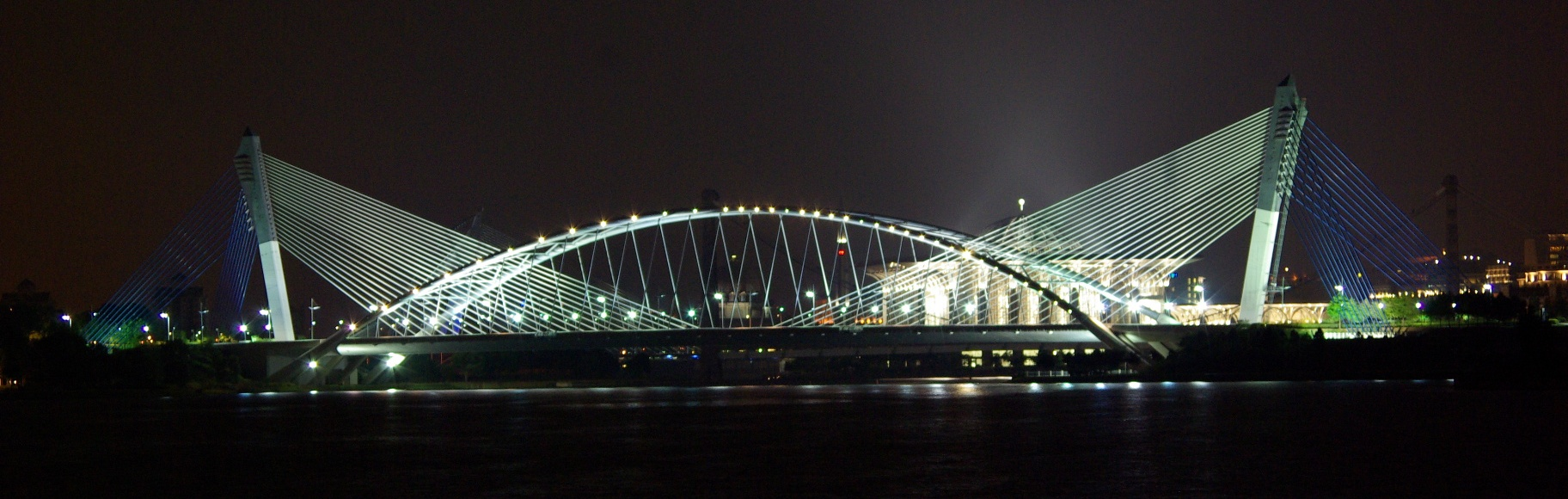
夜晚的斯里绍嘉娜大桥（英语：Seri Saujana Bridge）
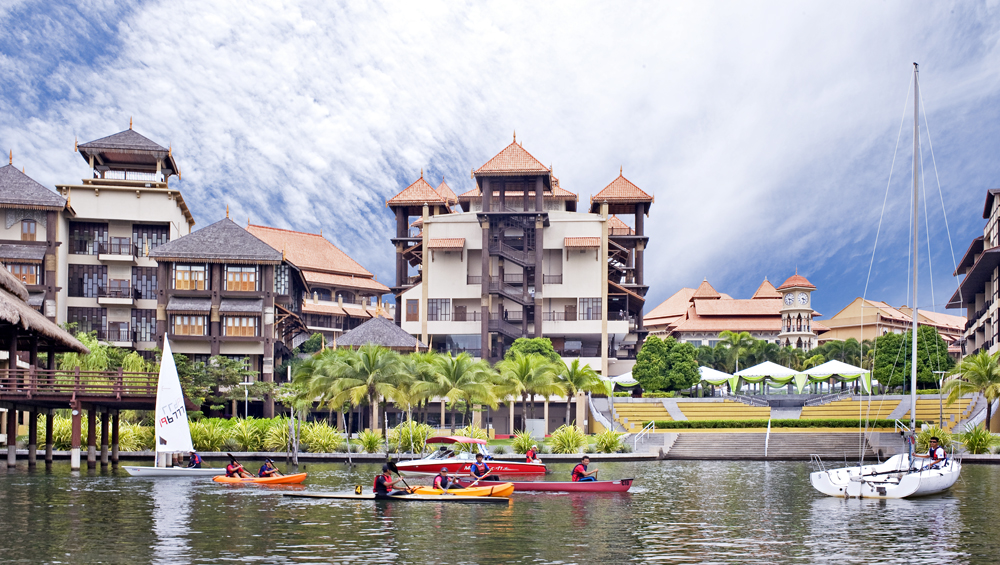
Pullman 湖边酒店
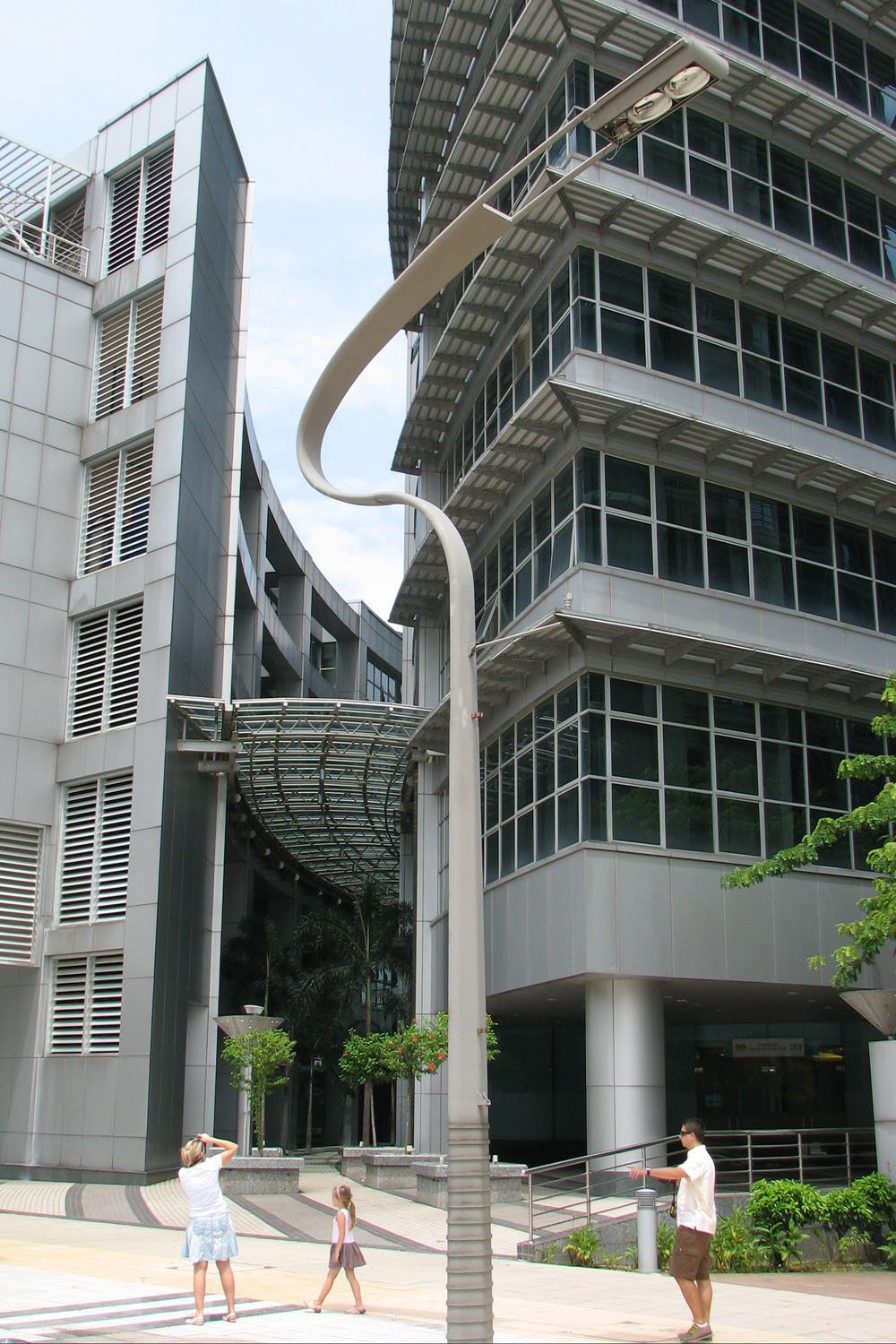
现代建築风格的街灯
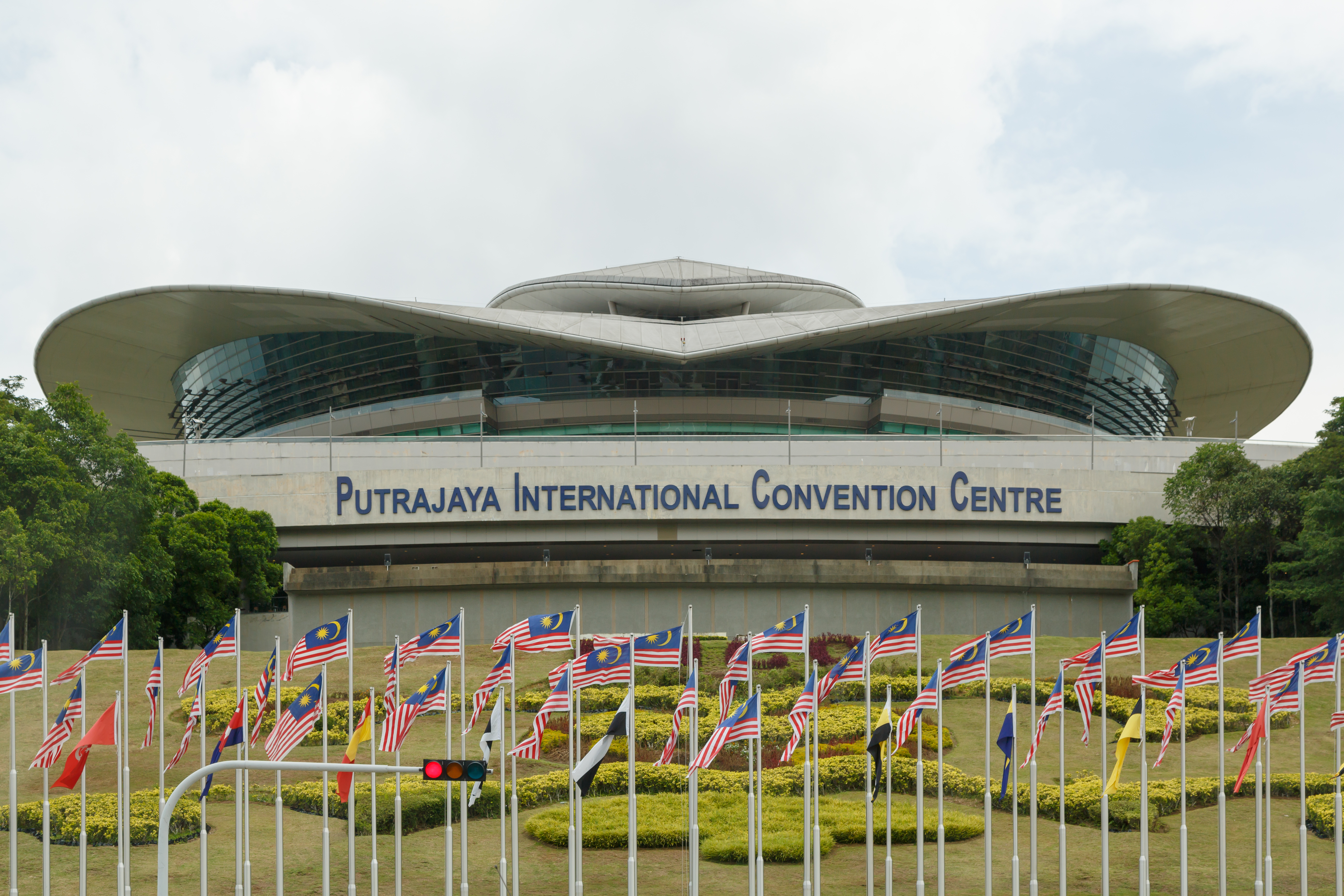
布城国际会展中心
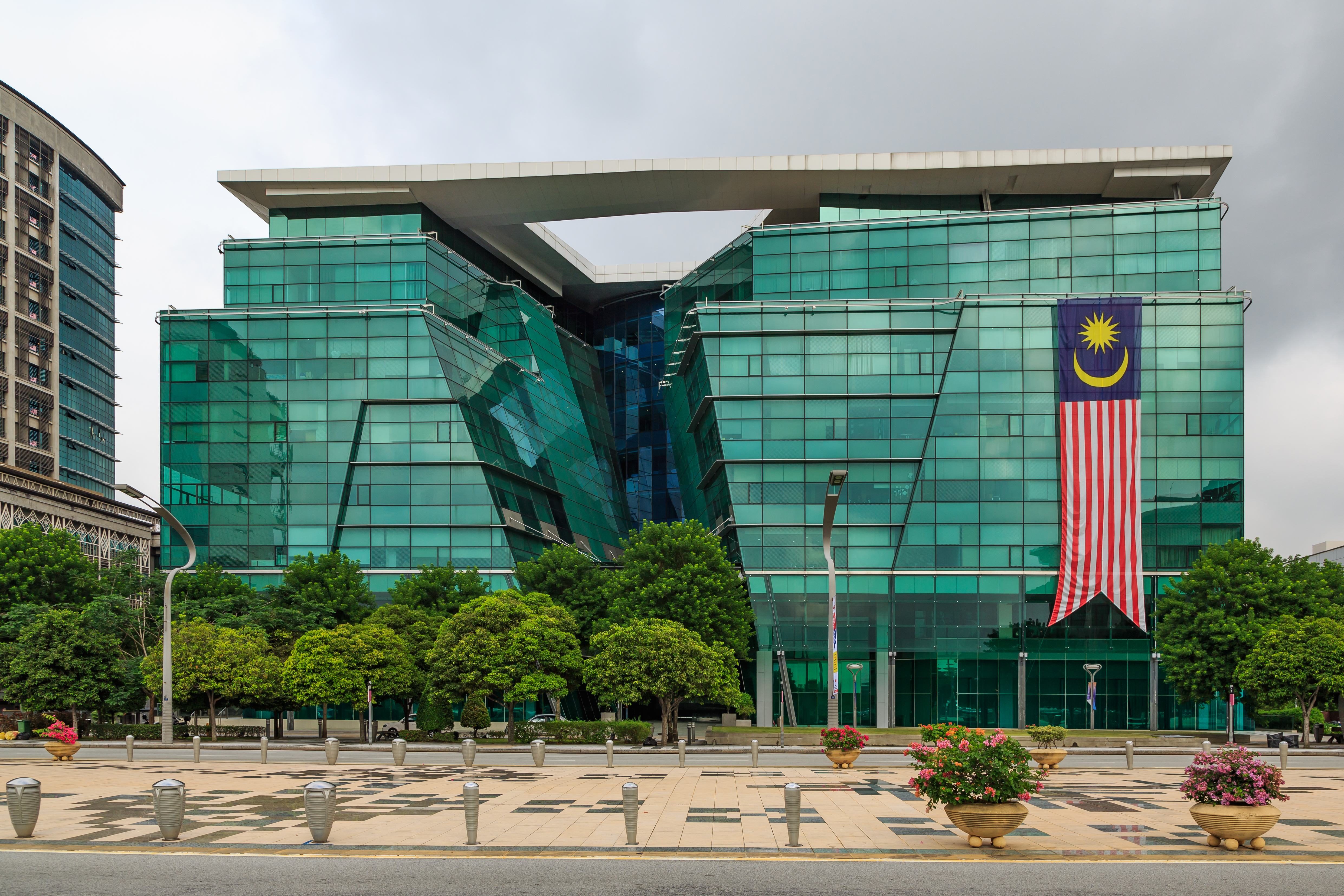
卫生部
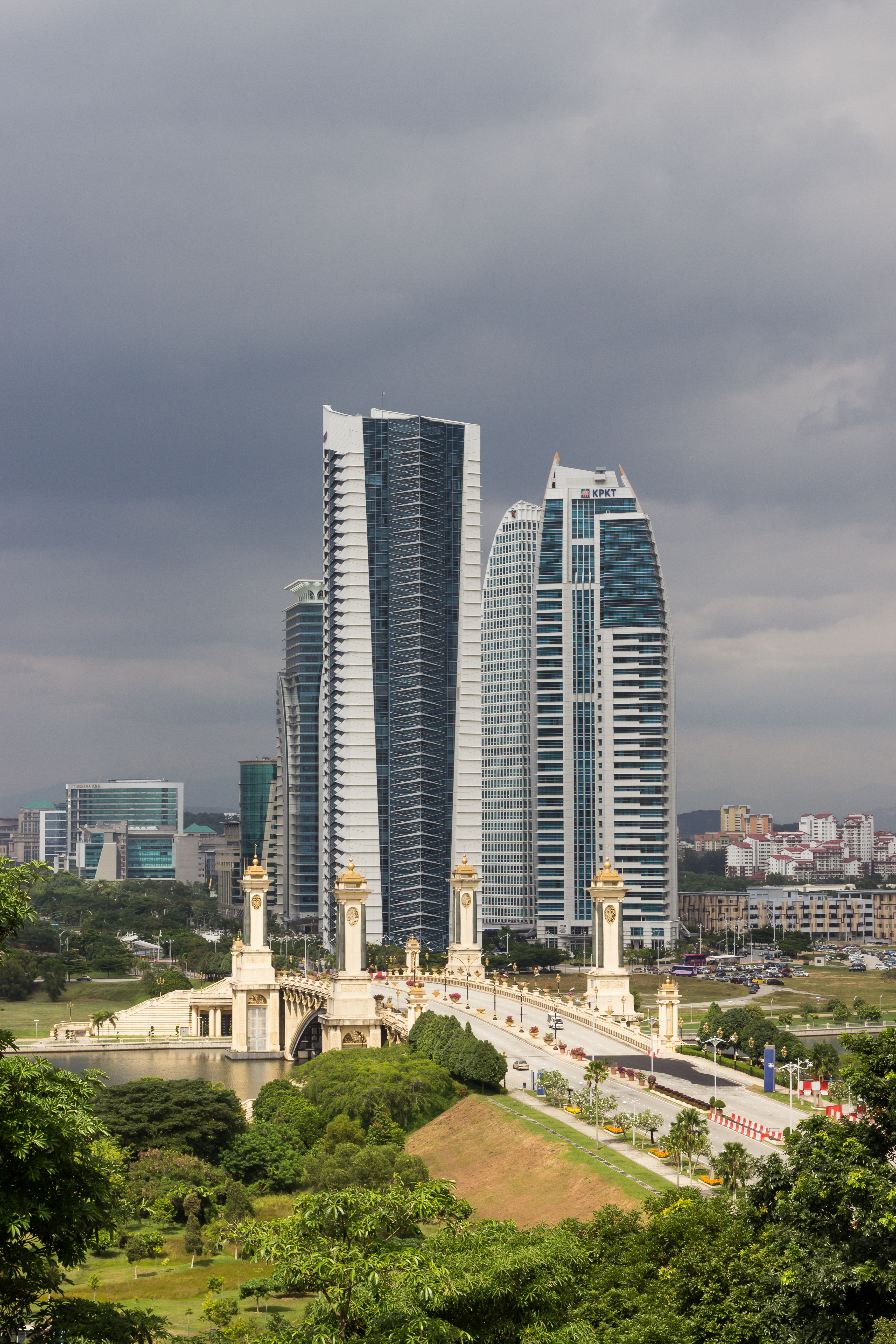
第八区高楼
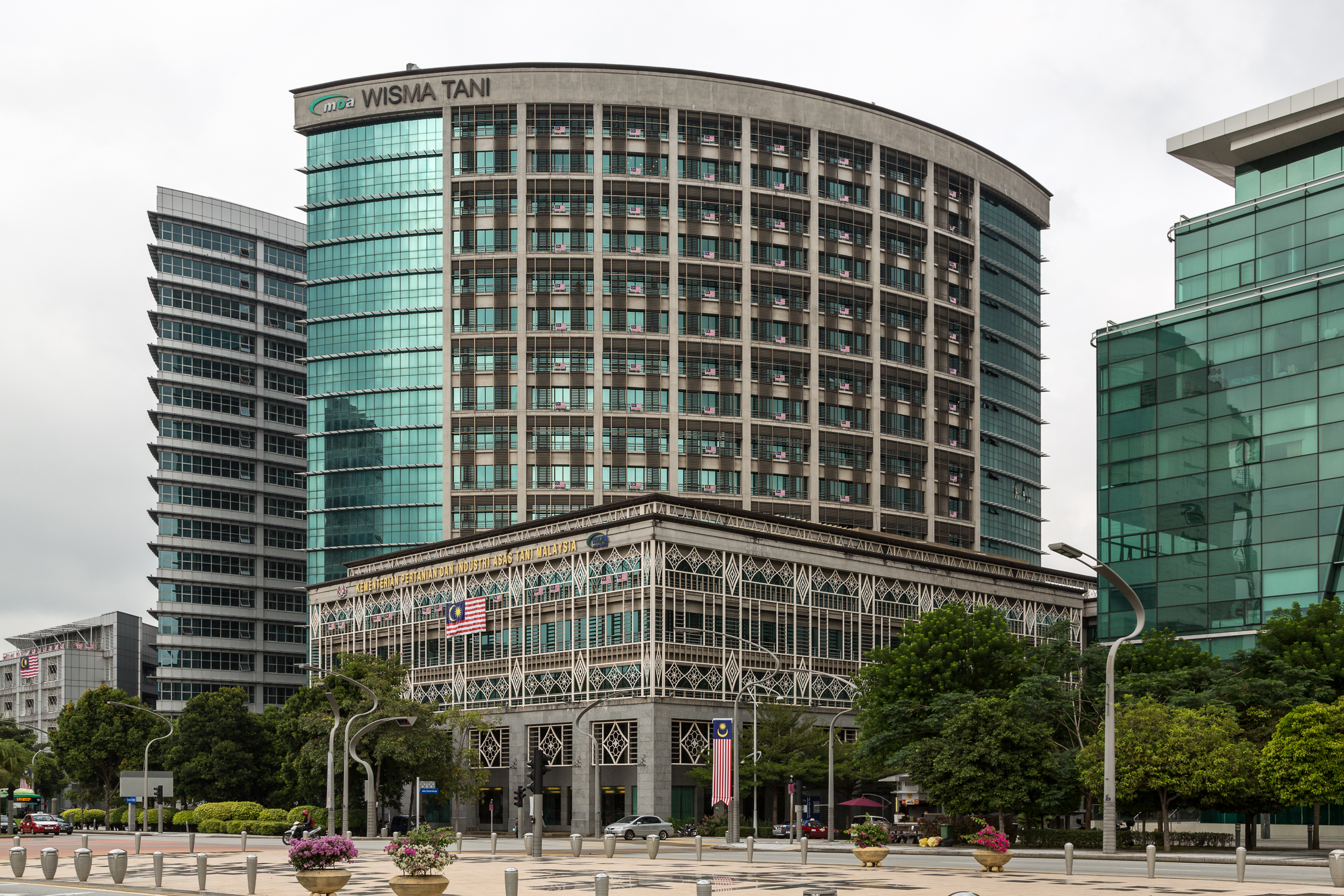
农业部

## 延伸阅读
- King, Ross: Kuala Lumpur and Putrajaya: Negotiating Urban Space in Malaysia, Nias Press, 2008